# بوبي (مغنية)
بوبي (بالإنجليزية: Poppy)‏ واسمها الأصلي موريا روز بيريرا ولدت في 1995 في بوسطن في الولايات المتحدة هي مغنية ويوتيوبر أمريكية.

## ديسكوغرافيا
- بابلباث (2015)
- بوبي.كومبيوتر (2017)
- آم آي أ غيرل؟ (2018)
- شوك (2019)
- آي ديساغري (2020)
- آي ديساغري مور (2020)
- أ فيري بوبي كريسماس (2020)
- ايت (2021)
- فلوكس (2021)
- ستاغر (2022)
- زيغ (2023)

## وصلات خارجية
- الموقع الرسمي
- بوبي على موقع IMDb (الإنجليزية)
- بوبي على موقع ميوزك برينز (الإنجليزية)
- بوبي على موقع أول ميوزيك (الإنجليزية)
- بوبي على موقع أول ميوزيك (الإنجليزية)
- بوبي على موقع ديسكوغز (الإنجليزية)
- بوبي على موقع قاعدة بيانات الفيلم (الإنجليزية)